# Wolf (Wappentier)

Wolf im Wappen, schreitend und geziert

Widersehende Wölfe: Murrhardt

Ein halber Wolfadler im Ortswappen von Langenorla

Wolf reißt ein Schaf: Wappen von Lebus

Der Wolf ist in der Heraldik ein relativ oft gewähltes Wappentier.
Besonders in Gegenden, in denen er bis zu seiner starken Dezimierung ein beliebtes Jagdtier war, ist seine Präsenz im Wappen als gemeine Figur häufig.
Es werden alle Darstellungsmöglichkeiten etwas übertrieben in natürlicher und stilisierter Form genutzt. So ist er immer sehr angriffslustig. In der Grundform auf langen staksigen Beinen wird er laufend nach heraldisch rechts dargestellt. Sein Fell und die Rute wird sehr struppig (aufgerichtete Fellhaare) gezeichnet. Besonders die Nackenhaare und die spitzen Ohren sind stark aufgerichtet. Das Maul ist weit aufgerissen. Die Zähne sind im langen spitzen Kopf groß und fletschend dargestellt. Die Grundfarbe des Tieres ist schwarz. Auch nur das Vorderteil und andere Farben sind möglich. Eine Beschränkung auf den Kopf kommt auch vor. Als heraldisch linker Schildhalter ist er im Wappen des schottischen Verwaltungsgebietes Stirling.
Der Kopf kann auch einem Adlerkörper aufgesetzt werden. Dieses heraldische Mischwesen ist ein Wolfsadler. Die Wolfszähne im Wappen haben mit denen des Tieres nichts direkt gemein. Hier handelt es sich um eine Form des Wappenschnittes.
Die Bewehrung wird gern anders tingiert. Dazu gehören beispielsweise Zunge, Krallen und als Besonderheit die Genitalien. Diese werden als geziert (zeigt Geschlechtsteil) oder ungeziert (keine) blasoniert.
Als Namensgeber ist er auch für die redenden Wappen der Familien und Orte mit Namen „Wolf“ wie geschaffen.

## Beispiele

Grajewo (Polen)
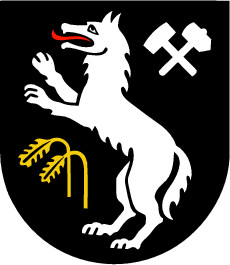
Groß Ilsede
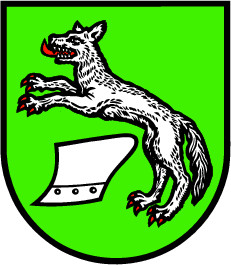
Klein Ilsede
Egmating
Gurwolf FR
Kummerfeld
Münzkirchen/Oö
Oberwolfach
Passau (siehe Passauer Wolf mit weiteren Darstellungen)
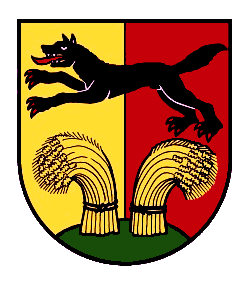
Peine
Remagen
Schwarzenbek
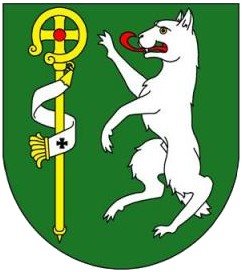
Wilkowitz (Böhmen, Tschechien)
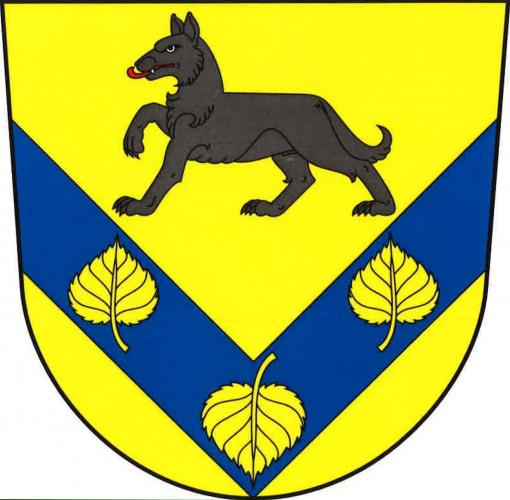
Wlkow (Böhmen, Tschechien)
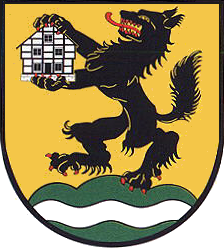
Wolkramshausen
Wolfratshausen
Wolfsburg
Wulfen (Anhalt)
Wulfen (Westfalen)
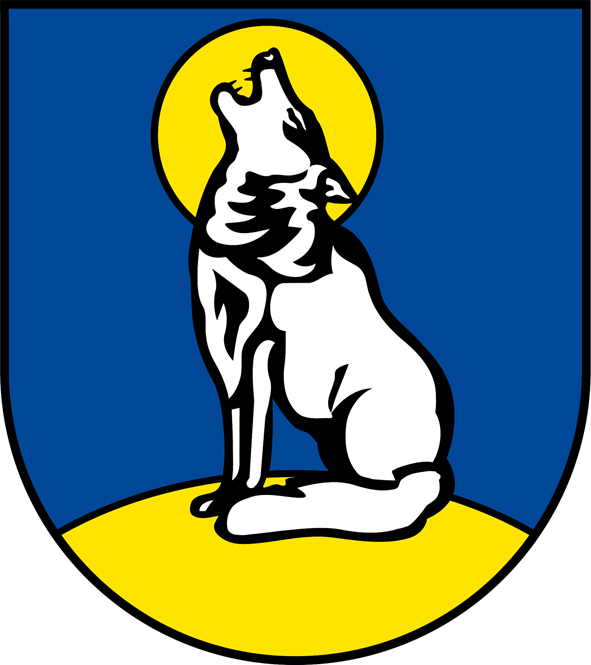
Wulkow vor Mond
Stavelot
St. Pölten (Niederösterreich)
Wolfsberg (Kärnten)
Wolfenschiessen NW
Wülflingen ZH
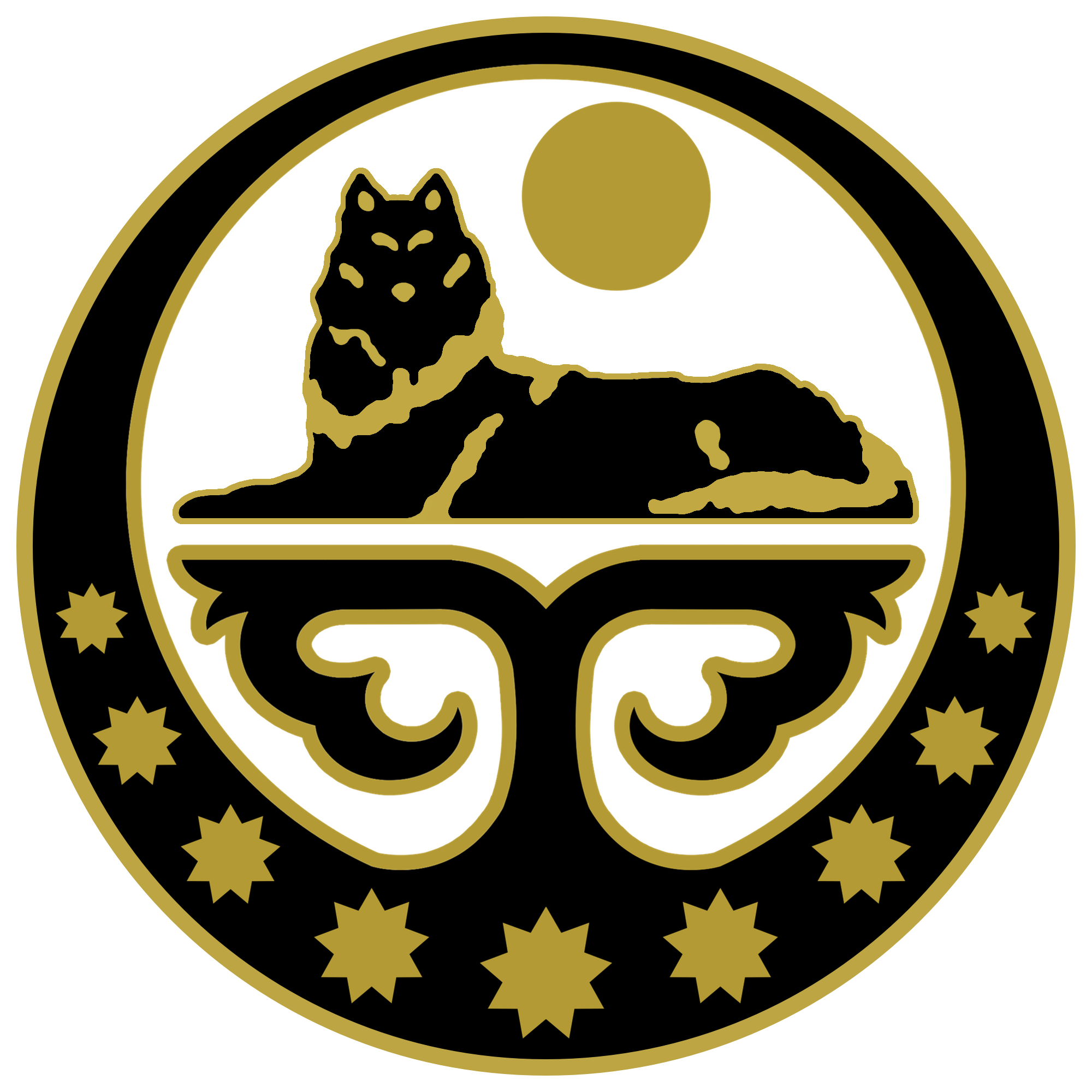
Tschetschenische Republik Itschkerien